# Waldensteiner Bach
Der Waldensteiner Bach ist ein linker Zufluss der Lavant in Kärnten (Österreich). Das Einzugsgebiet liegt in den Gemeinden Preitenegg und Wolfsberg.

## Lage
Das Einzugsgebiet des Waldensteiner Bachs liegt im Nordosten von Kärnten an der Grenze zur Steiermark. Es wird im Norden begrenzt von den südlichen Ausläufern der  Packalpe und im Süden von der Koralpe.
| Schrottkogel (1556 m)                | Lahnofen (1523 m)                           | Packsattel                                 |
| Bergkogel (1612 m) Planeben (1492 m) | Kompassrose, die auf Nachbargemeinden zeigt | Lubachkogel (1410 m) Kampelekogel (1494 m) |
| Lavant                               | Bärofen (1720)                              | Renneiskogel (1689 m)                      |

Der Bach entspringt südöstlich des Bärofen im Gemeindegebiet von Wolfsberg in 1620 Meter Seehöhe. Er fließt nach Norden in die Gemeinde Preitenegg, biegt nach Westen ab und bildet dort die Gemeindegrenze zwischen Preitenegg im Norden und Wolfsberg im Süden. Nach Waldenstein vereinigt er sich mit seinem größten Zufluss dem Auerlingbach. Dieser entwässert das Gebiet östlich des Bergkogels bis zur steirischen Grenze, dem Packsattel und dem Höhenrücken auf dem Preitenegg liegt. Die letzten drei Kilometer fließt der Waldensteiner Bach wieder durch Wolfsberger Gemeindegebiet und mündet nach insgesamt rund 20 Kilometern bei Twimberg in 600 Meter Meereshöhe in die Lavant.
Das Einzugsgebiet umfasst 108,9 Quadratkilometer, davon entfallen 56,8 Quadratkilometer auf den Auerlingbach.

## Geschichte
Das Gebiet des Waldensteiner Baches gehört zu einer Region, die in den letzten 2 Millionen Jahren nicht vergletschert war. Hier zeigt sich die Vergänglichkeit der Landschaft mit jungen Tälern, die in eine glatte Reliktlandschaft eingeschnitten sind. Die Erosionsraten betragen durchschnittlich  49 (±8) Millimeter pro 1000 Jahren in der Reliktlandschaft und 137 (±15) Millimeter pro 1000 Jahren für Einzugsgebiete in der eingeschnittenen Landschaft. In einem genauer untersuchten Gebiet des Waldensteiner Baches war die Erosionsrate 241 (±22) bei einer Einschnittstiefe von 375 (±23) Metern.
Die Bereiche des unteren Auerlingbachs und des Waldensteiner Bachs ab Waldenstein sind hochwassergefährdet. Im Jahr 2022 wurde ein Hochwasserschutzprojekt für dieses Gebiet gestartet.

## Geologie
Am oberen Ende des Waldensteiner Baches herrschen Zentrale Gneisquarzite vor. In etwa 1250 Meter ist lokal ein Marmor eingequetscht. Nördlich der See Eben zeigen die Gesteine einen Granat-Glimmerschiefer-Charakter.

## Orte
Die größten Orte im Einzugsgebiet des Waldensteiner Bachs sind Preitenegg, Waldenstein und Twimberg.

## Wanderwege
Der Nord-Süd-Weitwanderweg 05 verläuft entlang der nördlichen und östlichen Grenze des Einzugsgebietes.